# Burri SC
El Burri SC (en árabe: نادي بري الرياضي‎) es un equipo de fútbol de Sudán que juega en la Segunda División de Sudán, la segunda liga de fútbol más importante del país.

## Historia
La idea de hacer el club vino en el año 1917 en la ciudad de Jartum, pero el club nació oficialmente el 7 de noviembre del año 1935 y es de los pocos equipos que le ha arrebatado títulos de la Primera División de Sudán a los equipos de la ciudad de Omdurmán, ya que ganaron el título en el año 1969, siendo el primer y hasta el momento único equipo de la capital Jartum en ganar el título de liga.
A nivel internacional han sido el primer equipo de Sudán en haber participado en un torneo continental, el cual fue la Copa Africana de Clubes Campeones 1969, donde fueron eliminados en la primera ronda por el Gor Mahia FC de Kenia.

## Palmarés
- Primera División de Sudán: 1

1969

## Participación en competiciones de la CAF
| Temporada | Torneo                            | Ronda      | Club         | Casa | Visita | Global |
| --------- | --------------------------------- | ---------- | ------------ | ---- | ------ | ------ |
| 1969      | Copa Africana de Clubes Campeones | Preliminar | Hoga         | 4-1  | 0-2    | 4-3    |
| 1969      | Copa Africana de Clubes Campeones | 1          | Gor Mahia FC | 1-0  | 2-4    | 3-4    |